# Jean-Claude Dumoncel
Jean-Claude Dumoncel est un philosophe français, spécialiste de philosophie des mathématiques, né le 18 juillet 1944 à Bricquebec, dans la Manche,.

## Biographie
Jean-Claude Dumoncel est docteur en philosophie,. Il a soutenu une thèse de doctorat d'Etat de philosophie intitulée Le système de Whitehead et la philosophie analytique, sous la direction de Jean-Louis Gardies à Nantes en 1987. 
Il a été professeur de philosophie au Lycée Gambier de Lisieux et chercheur au CNRS à l'Université de Caen. Il a été chargé de cours en logique, esthétique, histoire des mathématiques et philosophie des mathématiques à l’Université de Caen. 
Il est aujourd'hui professeur au Centre d’études théologiques de Caen où il enseigne la logique et la philosophie de la nature. 
Il est membre de l’équipe Academos du CNRS aux Archives Henri Poincaré de Nancy, membre correspondant de l’Académie des sciences, arts et belles-lettres de Caen et membre fondateur de la Société normande de philosophie. 
Ses recherches sont orientées par l’application de la logique et des mathématiques aux problèmes philosophiques, et sont inspirées notamment par Henri Bergson, Gilles Deleuze et la philosophie analytique.

## Publications
- Philosophie des mathématiques, Paris, Ellipses, 2018.
- L'intime, ouvrage collectif, préface de Julia Kristeva, Editions M-Editer, 2017[10].
- La Mathesis de Marcel Proust, Paris, Éditions Classiques Garnier numérique, 2015[11].
- La Mathesis de Marcel Proust, Paris, Classiques Garnier, 2015.
- Gilles Deleuze à l'écoute de la folie, Vallet, Loire-Atlantique, Éditions M-Editer, 2013[12].
- Deleuze et les insularités : les moi, les mondes, les temps, Editions M-Editer, 2011[13].
- Dire est-ce faire?, Editions M-éditer, 2011[14].
- Whitehead ou le cosmos torrentiel : introductions à Procès et réalité, avec Michel Weber, Louvain-la-Neuve, Chromatika, 2010.
- Qu'est-ce qu'une question de vie ou de mort?, Editions M-Editer, 2010[15].
- Deleuze, Wahl, Whitehead & Wittgenstein, Editions M-Editer, 2010[16].
- Deleuze, différence et répétition, Editions M-Editer, 2010[17].
- Deleuze et l'individuation, Editions M-Editer, 2010[18].
- Deleuze face à face, Vallet, Editions M-Editer, 2009[19].
- Alfred North Whitehead : le procès de l'univers et des savoirs, avec René Daval et Didier Debaise, Paris, L'Art du comprendre, 2009.
- Whitehead, avec Xavier Verley, Maurice Élie et Didier Debaise, Paris, Presses universitaires de France, 2006.
- La philosophie telle quelle, Pétra, 2004.
- Philosophie des mathématiques, Paris, Ellipses, 2002[20].
- La tradition de la Mathesis universalis : Platon, Leibniz, Russell, Paris, L'Unebévue éditeur, 2002.
- Le pendule du docteur Deleuze : une introduction à l'Anti-Oedipe, Paris, EPEL, 1999[21].
- Les sept mots de Whitehead ou L'aventure de l'être, Paris, EPEL, 1998.
- Le symbole d'Hécate : philosophie deleuzienne et roman proustien, Orléans, Editions HYX, 1996.
- Le jeu de Wittgenstein : essai sur la Mathesis universalis, Paris, Presses universitaires de France, 1991[22].

## Articles
- Le théorème de l’action indirecte, En attendant Nadeau[23], 2023[24].
- Métaphysique de la morphogenèse. Les perspectives de la conception deleuzienne des mathématiques dans la métaphysique, La Deleuziana, 2020[25].
- Hintikka, Husserl et l'horizon phénoménologique, Klesis, 2018[26]
- Une archéologie du structuralisme, Critique, 2014.
- Suivre une règle. Wittgenstein entre Aristote et Lejeune Dirichlet,  Revue philosophique de la France et de l'étranger, 2011.
- La Métaphysique de l’événement chez Whitehead, Péguy et Deleuze dans son rapport à Ruyer, Simondon et Dupuy, Annales de la philosophie en procès, 2010[27].
- La thèse de Tarot-Tesnière,  Archives de sciences sociales des religions, 2009[28].
- La vie-aventure : organisme et symbolisme selon la métaphysique de Whitehead, Revue philosophique de la France et de l'étranger, 2006[29].
- Ontologie des notions nomades. Whitehead et le problème primordial de la métaphysique, Les Études philosophiques, 2002[30].
- Le mobilisme mathématique du second Wittgenstein, in: Visages de Wittgenstein, sous la direction de Renée Bouveresse, Beauchesne, Paris, 1995[31].
- L'essence double du langage selon Gilbert Hottois, Revue Philosophique de Louvain, 1985[32].